# Udara etsuzoi
Udara etsuzoi är en fjärilsart som beskrevs av John Nevill Eliot och Kawazoé 1983. Udara etsuzoi ingår i släktet Udara och familjen juvelvingar. Inga underarter finns listade i Catalogue of Life.